# Казачий (остров)
Каза́чий — остров, расположенный на реке Волге, к юго-востоку от Саратова.
Не заселён. Расстояние от Казачьего до ближайшего населённого пункта (города Саратов) — 1277 метров. Длина острова составляет 1370 метров; он является одним из самых крупных островов в районе. Имеет вытянутую форму, пролегающую с северо-востока до юго-запада.
В конце XVI века здесь был основан казачий сторожевой пост, служивший для охраны правого берега Волги от вражеских нападений (в основном от набегов кочевников), от чего остров и получил современное название.
До разлива Волгоградского водохранилища остров был намного больше прежнего. На старых картах имелось второе название острова — «Ильинский». В межень с пристани Саратова на остров можно было перейти вброд.
В последнее время на острове имеются проблемы с загрязнением. Много мусора оставляют туристы, посещающие остров.
На острове из древесной растительности растут преимущественно тополь, вяз, встречается ива. Южный берег острова частично заболочен. Имеется несколько диких, не оборудованных пляжей.
В теплое время года, в микрорайоне Саратова «Улеши» на Казачий остров осуществляется переправа туристов. Пляжи острова являются популярным местом отдыха у жителей Саратова.

## Фотогалерея

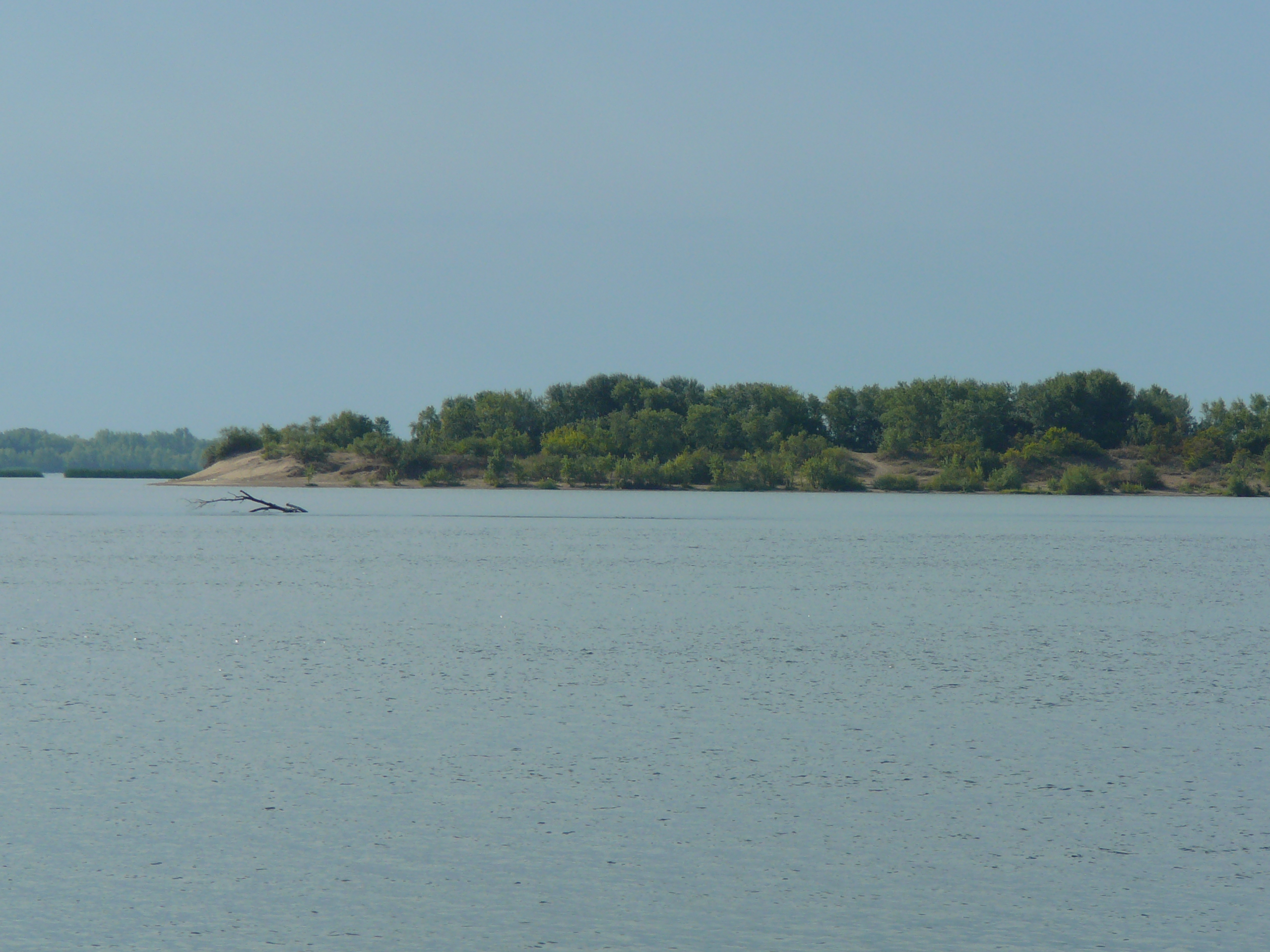
Северо-восточная часть острова
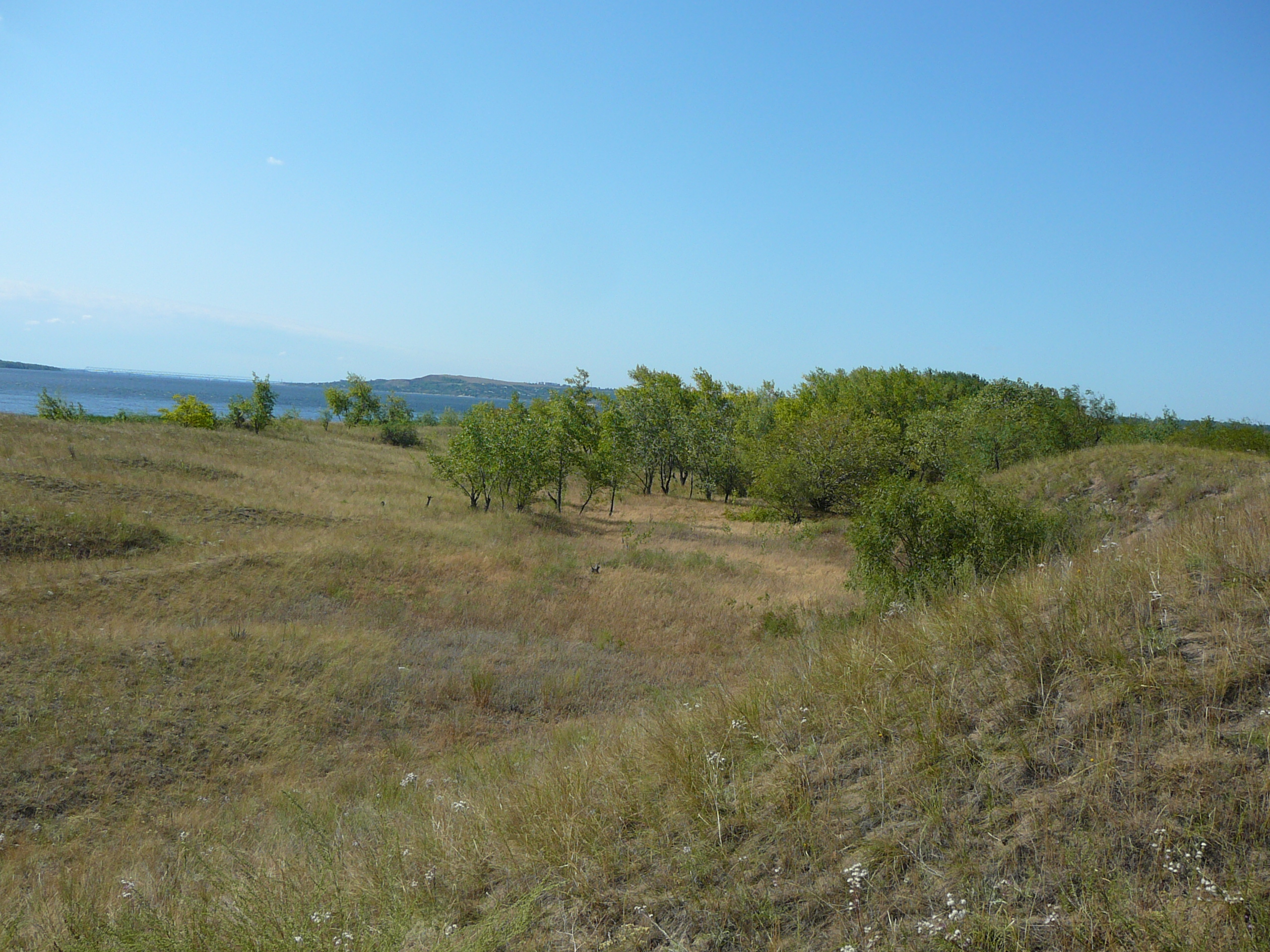
Ландшафт острова в центральной части
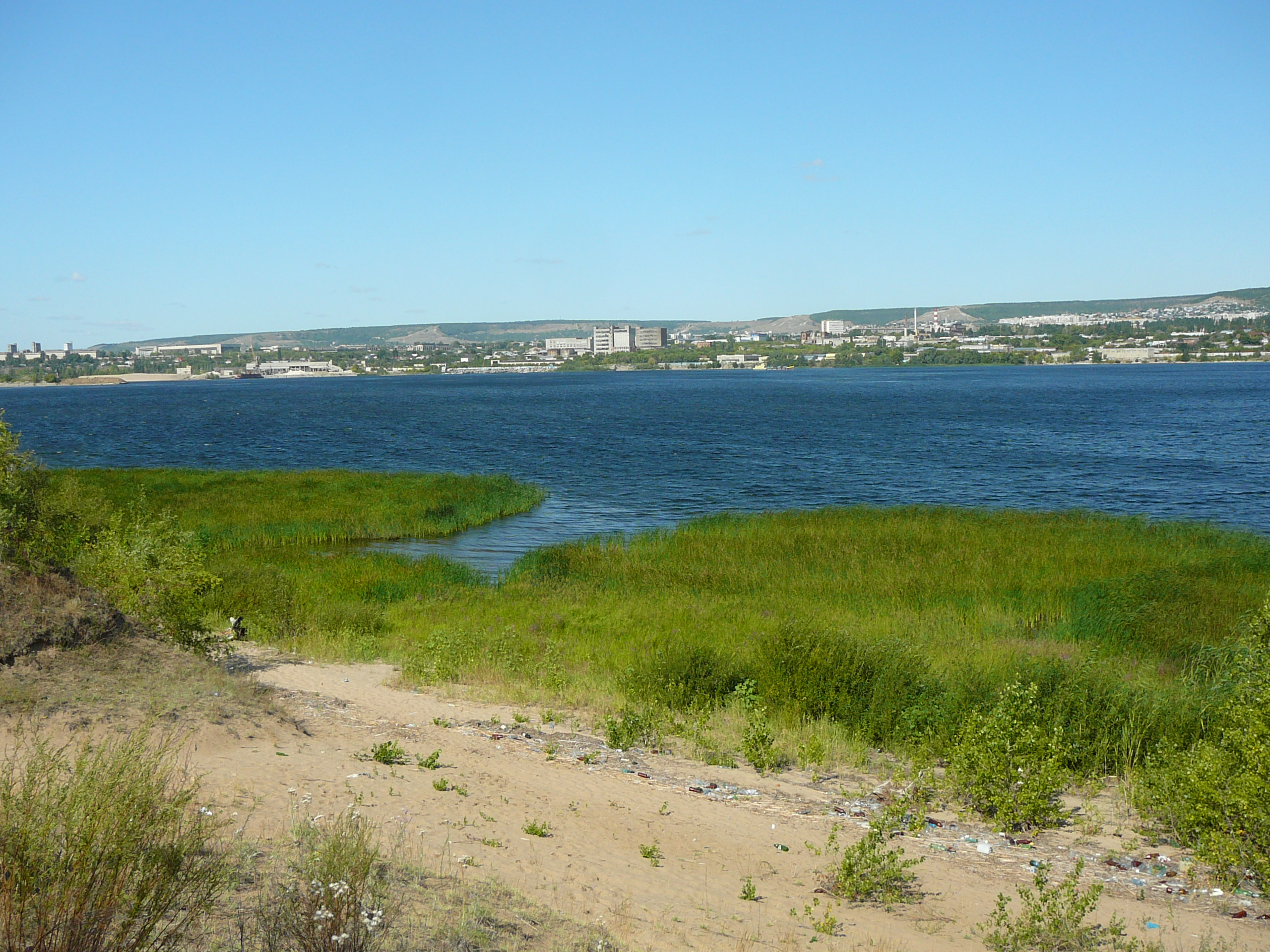
Северный берег
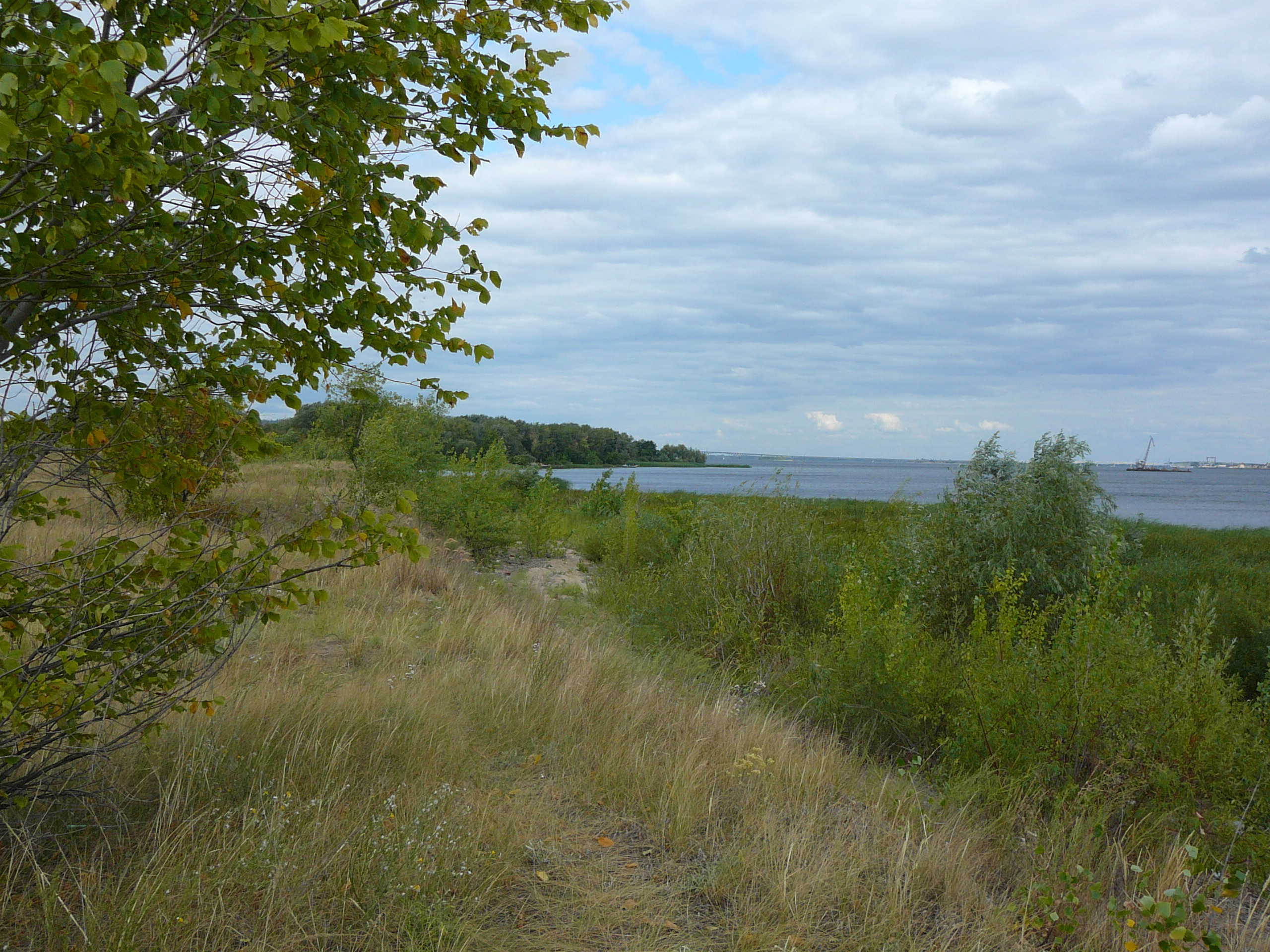
Восточный берег
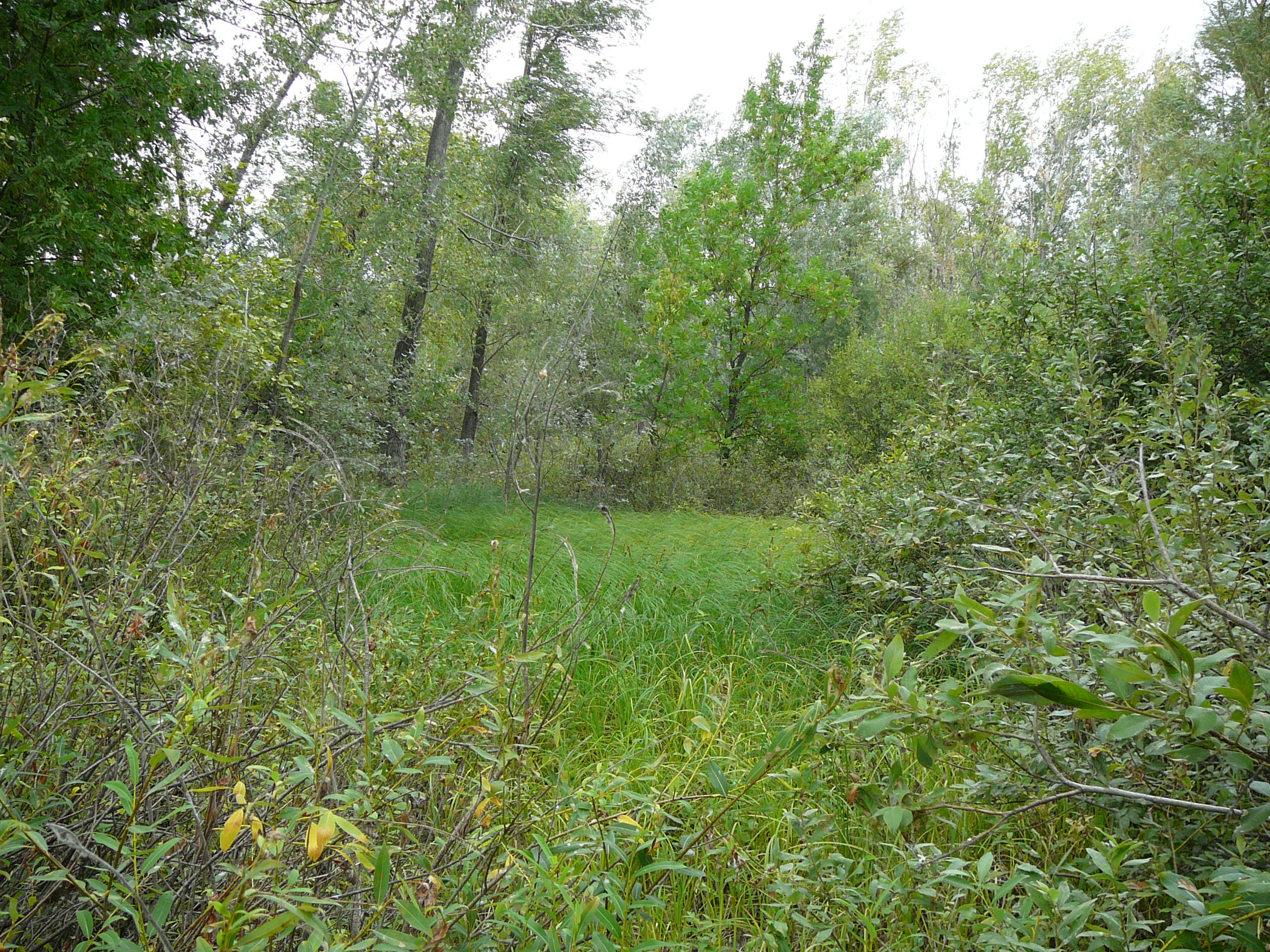
В глубине древесной части острова
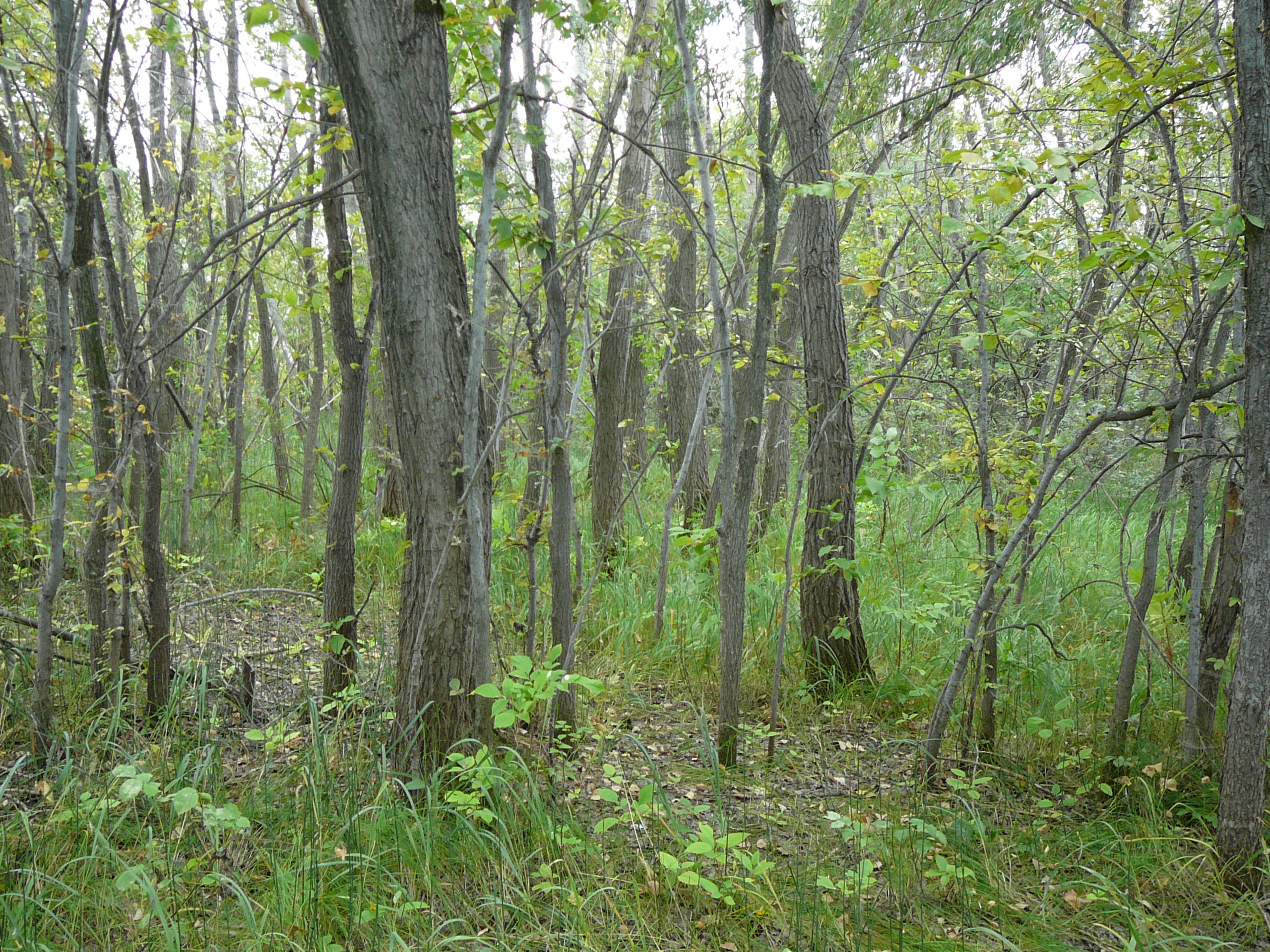
Вязовые заросли
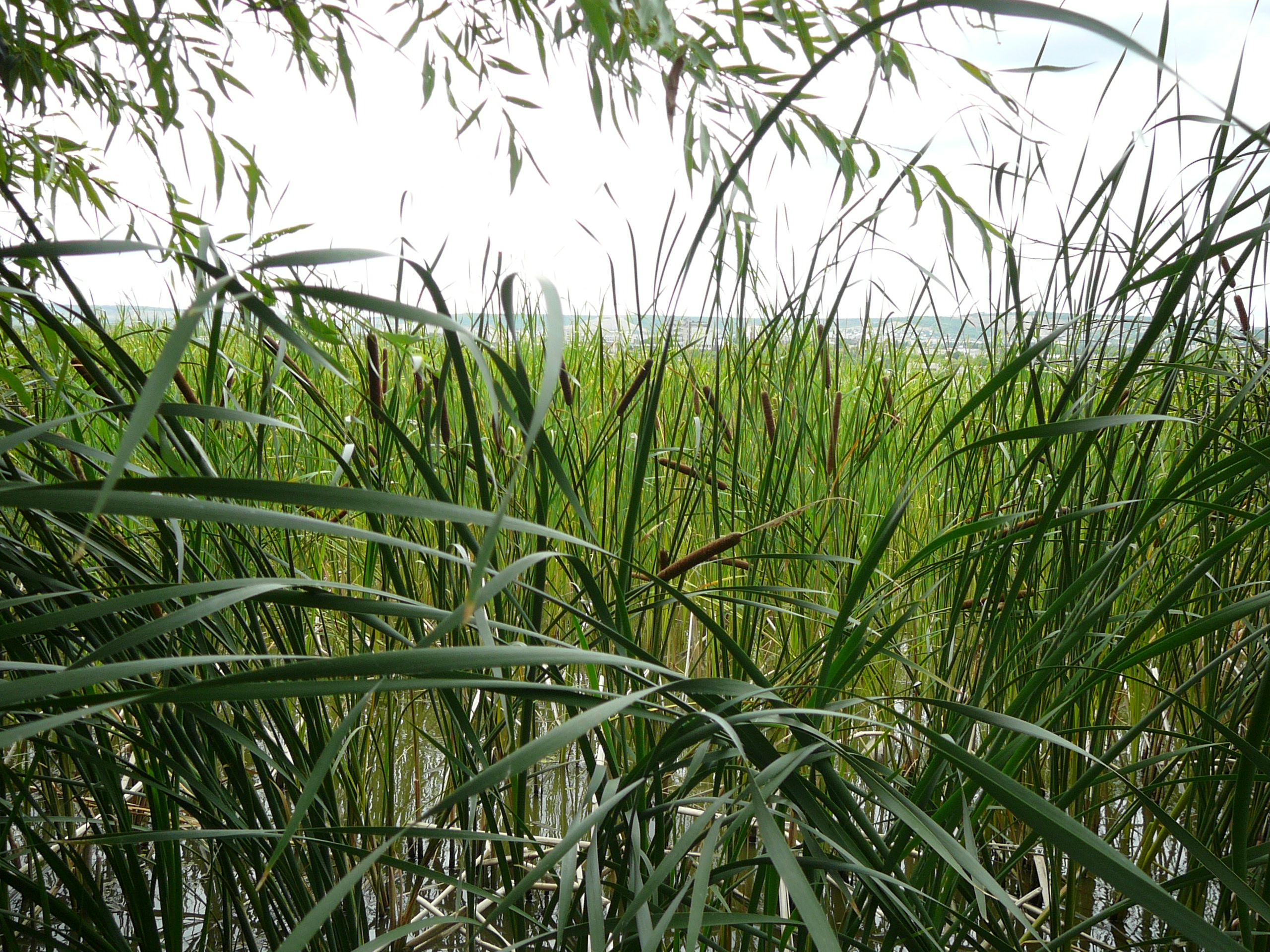
Заболоченный южный берег острова
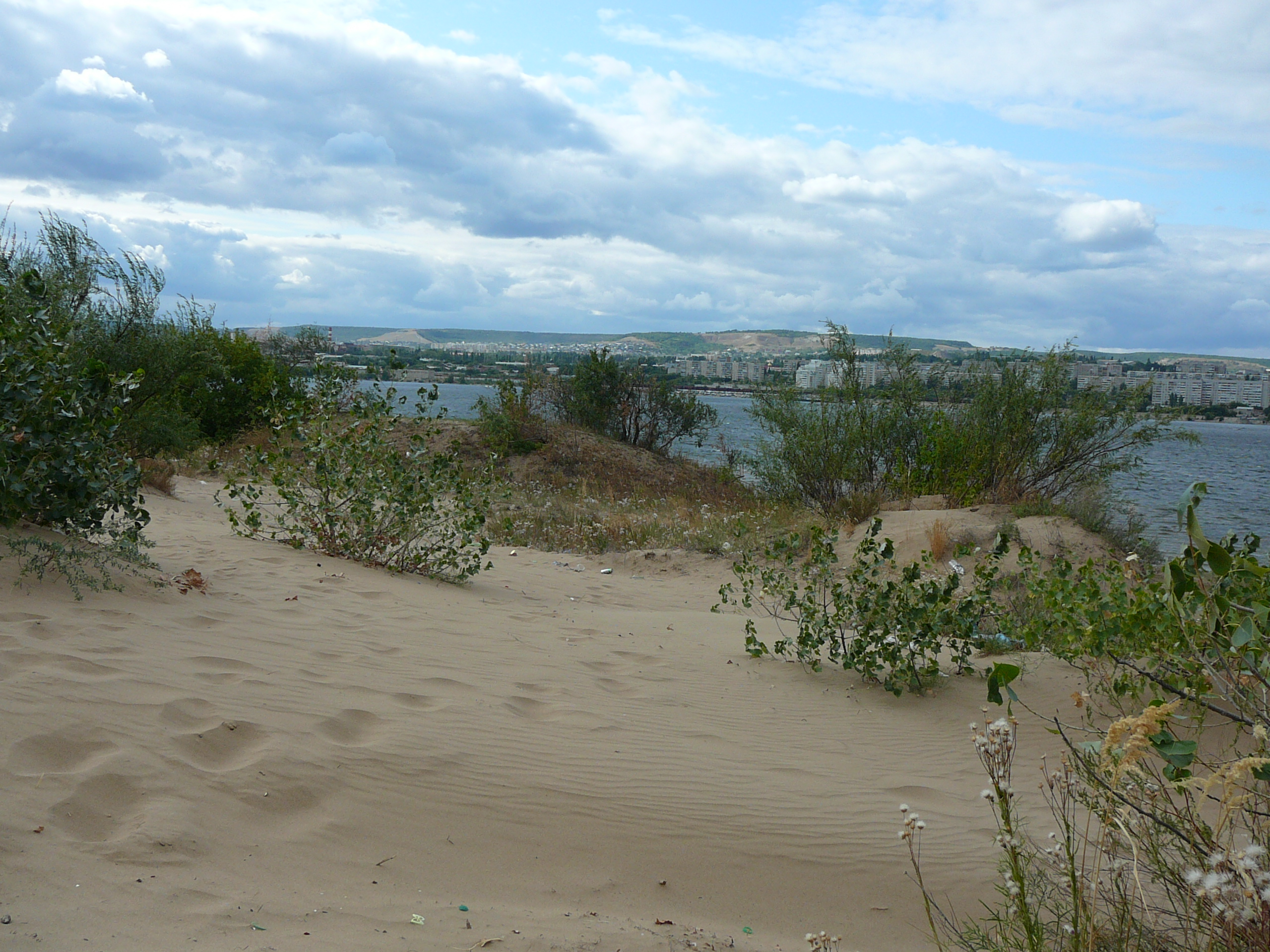
Один из диких пляжей
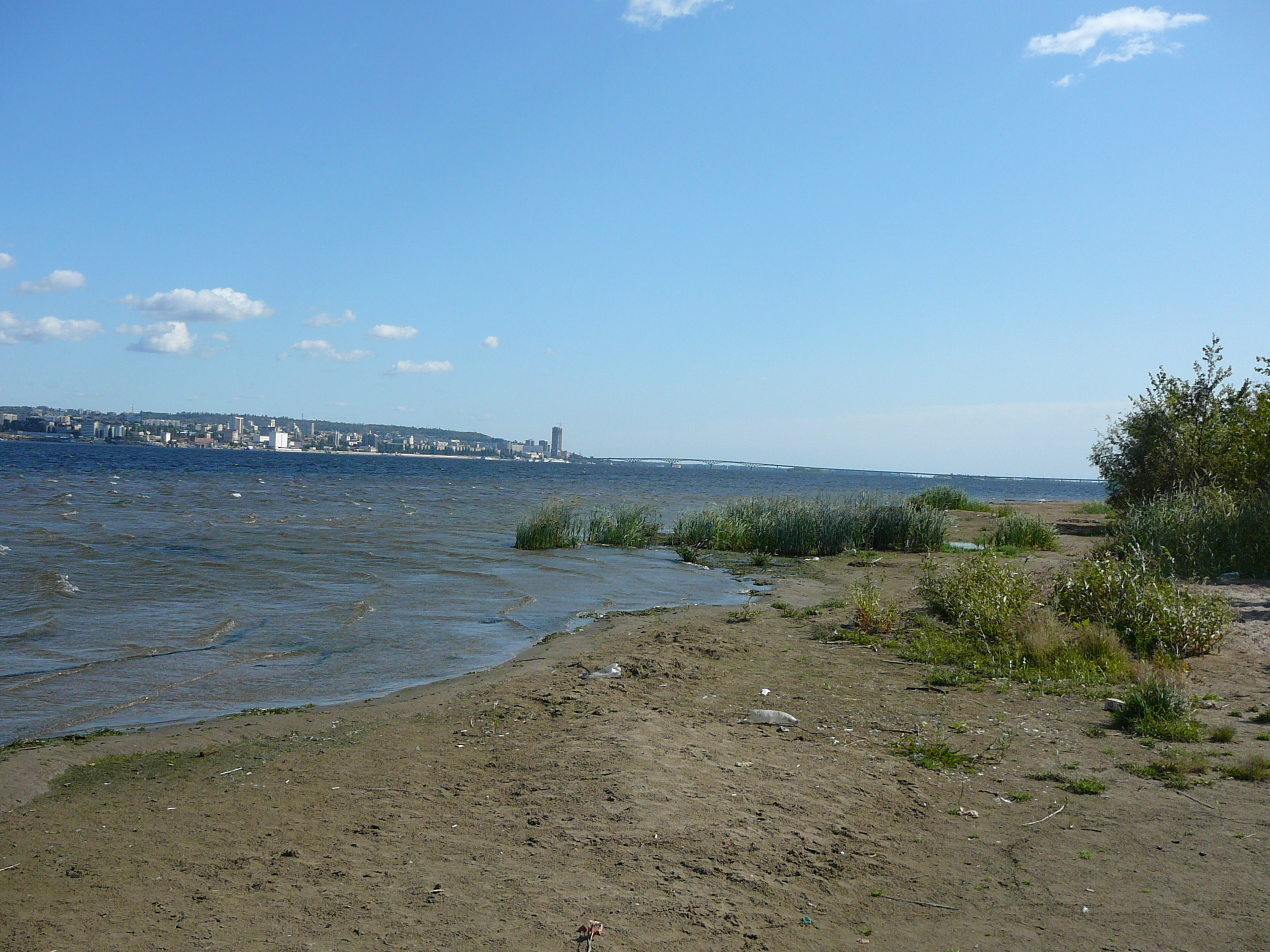
Вид с острова на Саратов и мост
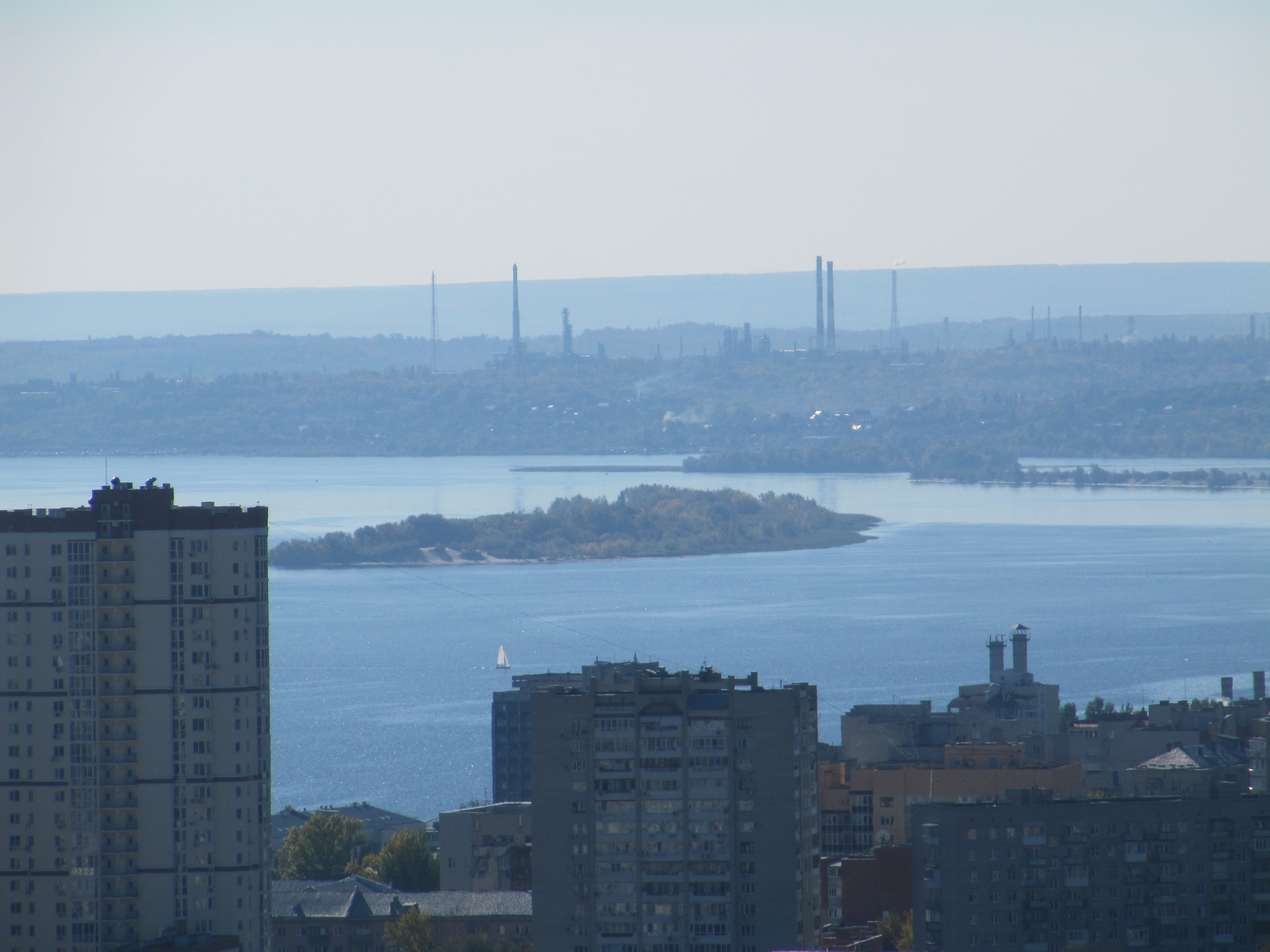
Вид на Казачий остров и Волгу из Парка Победы
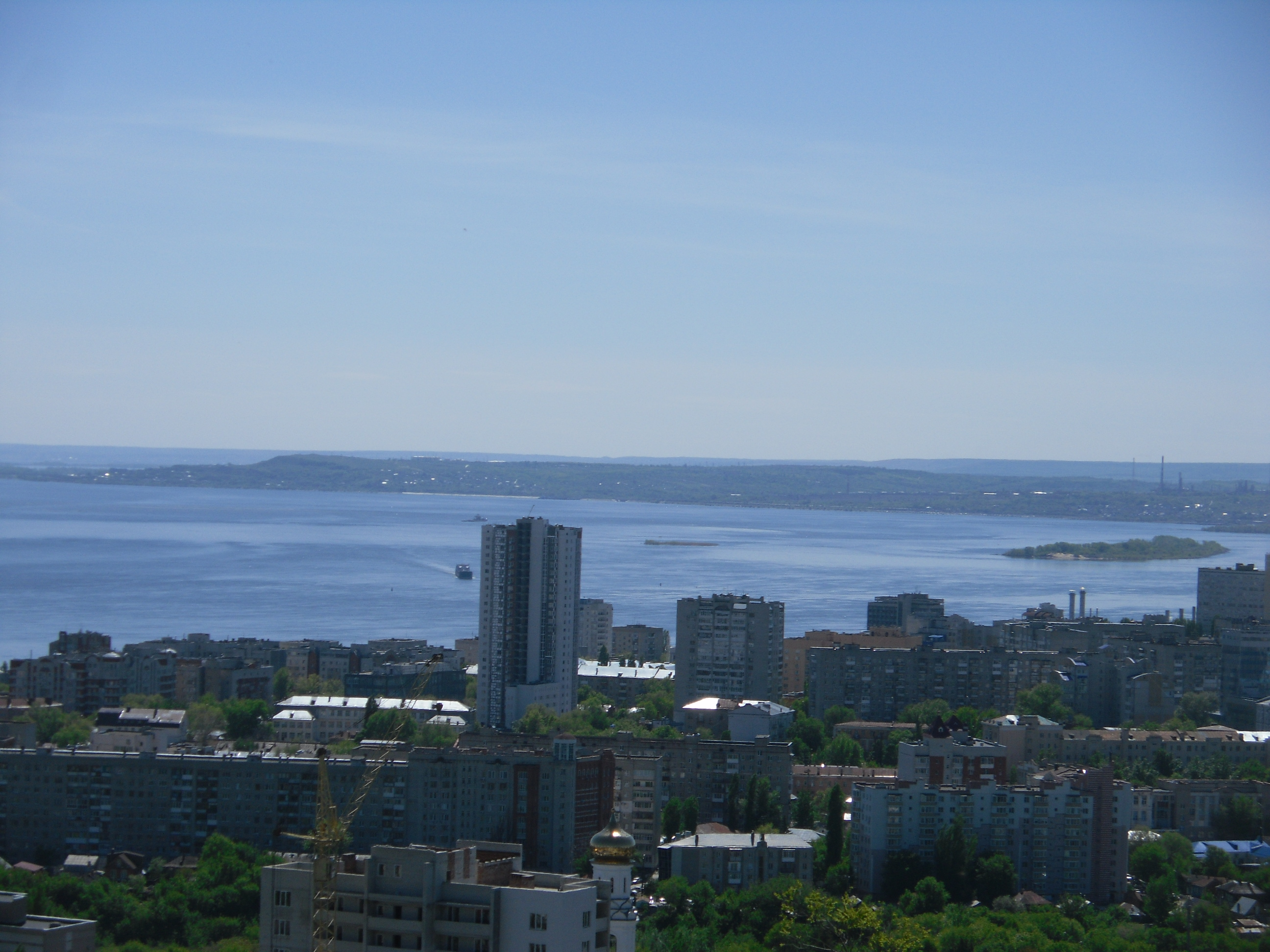
Вид из Парка Победы на Волгу и Казачий остров